# Belvita
Belvita est une marque de biscuits de Mondelēz International, ce n'est donc pas une marque française. Elle remplace la marque LU Petit Déjeuner,, et la marque Taillefine en 2009 à la suite du rachat de LU par Kraft Foods et à l'application du règlement européen sur les allégations santé,. Les biscuits de la marque sont en effet gras et sucrés, ce qui aurait empêché l'utilisation de la marque Taillefine. D'après Open Food Facts, leur note Nutri-score varie entre C et D,.